# No Census, No Feeling
No Census, No Feeling (br: Censo Sem Sentido) é um Curta-metragem  estadunidense de 1940, dirigido por Del Lord. É o 50º filme de um total de 190 da série com os Três Patetas produzida pela Columbia Pictures entre 1934 e 1959.

## Enredo
Os Patetas são capturados dormindo em um toldo fechado situado sobre uma loja. Um breve argumento entre o trio resulta em Curly casualmente jogando uma panela sobre o ombro, quebrando vários pratos. O comerciante (Max Davidson) se torna irado, chama a polícia e persegue os Patetas por vandalizar sua loja, que rapidamente se precipita para a porta giratória de um prédio. Ao sair do edifício, os Patetas têm pranchas no reboque, tendo inadvertidamente conseguido empregos como census takers.
Os rapazes se dirigem para a casa de uma socialite (Symona Boniface) que se preocupa com a falta de participantes em seu jogo semanal da Ponte. Os Patetas cumprem felizes, e juntam-se ao jogo. No ínterim, Curly começa a flertar com a empregada da socialite, que está preparando uma grande tigela de soco. Curly descobre que a bebida não é "suficientemente doce", então, e acaba adicionando sal de alo à mistura, confundindo-a com açúcar em pó. Em poucos minutos, todos estão murmurando suas palavras enquanto seus lábios se franzem.
Depois, os Patetas ainda estão à procura de pessoas para entrevistar para o recenseamento. Eventualmente, eles chegaram a um jogo de futebol nas proximidades e ficaram emocionados com a perspectiva de falar com todos no estádio. O trio don uniformes dos jogadores de futebol e ignorar o guarda sob a aparência de diferentes jogadores e torcer o campo. Eles tentam fazer perguntas aos jogadores, que acabam ignorando-os, e Curly encontra um vendedor de sorvete e tira depois dele, de alguma forma seqüestrando seu vagão. Os Patetas são puxados para o jogo e, depois de algumas dificuldades, ter uma ideia ... se eles conseguiriam a bola longe dos jogadores, eles não teriam escolha senão responder suas perguntas. Com isso, Larry e Moe anexam cadeias para as calças de dois jogadores e afastá-los, distraindo os jogadores o suficiente para Curly para agarrar a bola e fugir. Mas os jogadores observam-no e dão perseguição. Curly continua correndo como louco quando Larry puxa o vagão de sorvete, carregando Moe atrás dele. Moe lança salpicos de sorvete nos jogadores e o árbitro que os persegue e os Patetas saíram do estádio.